# Пивоваров, Андрей Сергеевич
Андре́й Серге́евич Пивова́ров (род. 23 сентября 1981, Ленинград) — российский оппозиционный политик и предприниматель.
В 2019—2021 годах — исполнительный директор движения «Открытая Россия», основанного Михаилом Ходорковским. В июне 2021 года он был арестован по обвинению в участии в деятельности нежелательной организации. 22 ноября 2022 года приговорён к четырём годам колонии. 1 августа 2024 года освобождён в рамках обмена заключёнными между Россией и Западом.

## Биография
Родился в семье научного сотрудника, в 2003 году окончил экономический факультет СПбГУ, был корреспондентом информационного агентства «Панорама современной политики», управлял сетью магазинов одежды «Три солнышка», был совладельцем и генеральным директором пивоваренной компании «Март», открыл первый в России оппозиционный бар «Свобода».
С 2003 года по 2006 года состоял в партии Союз правых сил, в 2007—2011 годах Пивоваров возглавил представительство Российского народно-демократического союза в Петербурге. В 2011 году Пивоваров был избран председателем петербургского отделения Партии народной свободы.
С 22 октября 2012 года по 19 октября 2013 года входил в Координационный совет российской оппозиции.
В 2014 году участвовал в выборах в совет муниципального округа Морские ворота, но для победы ему не хватило 7 голосов.
На выборах в Костромскую областную думу в 2015 году возглавлял предвыборный штаб политической партии РПР-ПАРНАС. 27 июля был заключён под стражу по обвинению в неправомерном доступе к закрытой информационной базе полицейского подразделения и в подстрекательстве сотрудника полиции к превышению должностных полномочий, 25 сентября 2015 года суд принял решение о его освобождении под залог в размере 1 миллиона рублей. «Мемориалом» был признан политическим заключённым. В июне 2016 года Ленинский районный суд Костромы признал его виновным в даче взятки (ст. 291 УК РФ) и неправомерном доступе к компьютерной информации (ч. 3 ст. 272 УК РФ) и приговорили к 1,5 млн руб. штрафа и запрету занимать государственные и муниципальные должности в течение полутора лет.
Пивоваров был кандидатом в депутаты Законодательного собрания Санкт-Петербурга в 2016 году, возглавлял общегородскую часть списка партии «Парнас». Активно сотрудничал с националистом Николаем Бондариком.
В 2017 году поддерживал предвыборную кампанию кандидата Алексея Навального. Был одним из организаторов протестов 28 января 2018 года в поддержку «забастовки избирателей» в Санкт-Петербурге. 27 февраля 2018 года был задержан у подъезда своего дома сотрудниками «Центра Э». На следующий день суд вынес приговор — 25 суток административного ареста за повторное нарушение правил проведения митингов. 24 марта 2018 года подал жалобу в Конституционный суд России на «квазиуголовную» ч. 8 ст. 20.2 КоАП, позволяющую арестовывать участников несогласованных мирных митингов. Определением от 14 мая 2018 года Конституционный суд Российской Федерации отказался рассматривать жалобу Пивоварова.
25 марта 2018 года Пивоваров был избран председателем общественной организации «Открытая Россия».
В 2019 году после реорганизации «Открытой России» стал её исполнительным директором.
27 мая 2021 года «Открытая Россия» заявила о полном прекращении своей деятельности в связи с планами по ужесточению законодательства о «нежелательных организациях» и преследованием активистов.
В марте 2021 года в связи с московским съездом муниципальных депутатов, который, по версии полиции, организовали координаторы движения Open Russia Civic Movement, деятельность которого в России признана нежелательной, на Андрея Пивоварова был составлен протокол по ст. 20.33 КоАП (осуществление деятельности нежелательной организации). В апреле 2021 года административное дело по той же статье было возбуждено в отношении Пивоварова в связи с тем, что в 2020 году, доставляя на станцию скорой помощи Петродворцового района Санкт-Петербурга средства индивидуальной защиты, он якобы «действовал от имени иностранной неправительственной организации „Открытая Россия“».
6 июня 2025 года был внесён Министерством юстиции России в реестр «иностранных агентов».

## Уголовное дело
29 мая 2021 года против Пивоварова было возбуждено уголовное дело по ст. 284 УК РФ (осуществление деятельности нежелательной организации). 31 мая 2021 года он был снят с рейса Санкт-Петербург — Варшава и задержан в аэропорту Пулково уже после прохождения паспортного контроля. Основанием для обвинения стало то, что Пивоваров 12 августа 2020 года, находясь в Краснодаре, опубликовал в Facebook «информационный материал „Объединенные демократы“» с агитацией по сбору средств. В связи с этим Пивоварова этапировали в Краснодар.
3 июля 2021 года Пивоваров в СИЗО через адвокатов и Татьяну Усманову обратился к Григорию Явлинскому с просьбой выдвинуть его от партии «Яблоко» кандидатом в Государственную думу России. В тот же день проходивший предвыборный съезд партии поддержал это решение большинством голосов делегатов. Андрей Пивоваров был выдвинут кандидатом в Госдуму по списку в Краснодаре. Команда Пивоварова стала собирать документы на выдвижение, но администрация СИЗО, в котором находился Пивоваров, не выдавала копии паспорта Андрея, необходимые для регистрации кандидатом в депутаты. 8 июля команде удалось собрать все необходимые документы. Список кандидатов партии «Яблоко», включающий Пивоварова, был зарегистрирован ЦИК 5 августа 2021 года.
11 октября 2021 года в адрес Пивоварова было выдвинуто окончательно обвинение — по той же статье (осуществление деятельности нежелательной организации). В обвинение были добавлены 30 постов и один репост в Facebook, которые, помимо прочего, касаются протестов в Хабаровске, несогласия с внесением поправок в Конституцию и поддержки задержанных на митингах.
15 июля 2022 года Ленинский районный суд Краснодара (судья Наталья Исакова) приговорил Пивоварова к четырём годам колонии и запретил ему заниматься политической деятельностью на восемь лет. Свою вину политик не признал.
22 ноября 2022 года Краснодарский краевой суд оставил в силе приговор Ленинского краевого суда, тогда политика приговорили к четырём годам колонии общего режима и запрету на общественно-политическую деятельность сроком на восемь лет.
1 августа 2024 года вошёл в список на обмен заключённых между Россией и Западом, в результате которого в ночь на 2 августа был вывезен в Германию.

## Личная жизнь
Родители Андрея Пивоварова — Сергей Пивоваров и Раиса Тюрикова.
Был женат на Юлии Лебедевой, сын Максим. В 2023 году, уже в заключении, вступил в брак с Татьяной Усмановой, ранее возглавлявшей его избирательный штаб.